# Сектор Газа (гурт)
Сектор Газа — радянський та російський рок-гурт, який існував у 1987—2000 роках. Був відомий своїми яскравими текстами з нецензурною лексикою та поведінкою. Назва гурту походить від індустріального Лівобережного району Воронежа, названого в народі жартома «сектором газу» через велику кількість диму від місцевих заводів.

## Історія гурту
Саме цей гурт можна по праву назвати феноменом радянського й пост-радянського шоу-бізнесу . Утворившись ще на зорі перебудови, вона довела, що їй не страшні ні заборони, ні цензура, ні повна ізоляція з боку телебачення, радіо й газет. Гурт, що проіснував більшу частину життя на піратських аудіокасетах, завоював справжню любов серед простих людей і став по-справжньому народним. Гурт «Сектор газа» утворився 5 грудня 1987 року в місті Вороніж. «Сектор газа» був в той час найпопулярнішим російським колективом і не дотримувався якогось конкретного стилю, а робив музику у багатьох стилях і напрямках.

### Створення гурту
Назва гурту з'явилася від індустріального Лівобережного району Воронежа, який в народі жартома назвали «сектором газа» через велику кількість димлячих заводів. 
|  | ...Ну це чисто така місцева назва у Воронежі, де був рок-клуб до якого ми належали, він перебував у дуже задимленому районі і я його так прозвав "сектор газа" і ми в цьому клубі постійно грали, а так як я жив там неподалік, то гурт я назвав також - "Сектор газа". Чисто місцева назва, адже я не думав тоді що ми так розкрутимося, я думав що ми пограємося і на цьому все закінчиться, як і багато колективів тоді перші в 85, 87 році, коли відкрилися рок-клуби, ви пам'ятаєте, було дуже багато команд досить-таки цікавих... Юрій "Хой" Клинських |

Пояснення щодо вибору назви гурту було озвучено безпосередньо в пісні «Репетиція»:
«А „Сектор газа“, я скажу, прозвали наш район, 
Где Шинный, ТЭЦ, ВоГРЕС, СК, заводов миллион! И мы решили дружно — назовем команду так. — Еврейское название! — Да ладно, всё ништяк!» 
Перший час «Сектор газа» складався фактично з одного Клинських, який виступав із запрошеними музикантами. Перший постійний склад сформувався не 27 грудня 1989 року, як вказують багато джерел, а в червні 1988 року, і надалі часто мінявся. Гурт виступає у місцевому рок-клубі і швидко стає його «зіркою», касети із записами групи розходяться по країні.
Пісні Юрія Клинських (який взяв собі псевдонім «Хой»), що являють собою стилізовані опису життя соціальних низів, що містять розмовну і ненормативну лексику, користувалися популярністю в багатьох. У той же час гурт довго не мав можливості виступати за межами Вороніжу, учасники її були маловідомі.
У 1991 році група отримує можливість записати альбом «Ночь перед Рождеством» в Москві на студії «Мир». У цьому ж році починається співпраця з «Gala Records», першою приватною звукозаписною компанією в Радянському Союзі. На студії «Gala Records» в серпні 1991 року перезаписується альбом «Колхозный панк», який видається в тому числі і на вінілі (на фірмі грамзапису «Мелодія») накладом 100,000 прим. (без пісні «Вальпургиева ночь»). Кліп «Колхозный панк», показаний по Центральному телебаченні Держтелерадіо СРСР (у програмі «До 16 і старше…»), робить гурт відомим на всю країну. «Сектор газа» починає активно гастролювати. У 1995 році всі альбоми «Сектора газу», які існують на той момент, перевидаються «Gala Records» на CD (диски друкувалися в Австрії). Починаючи з 1996 року Клинських дещо змінює стиль групи, тексти стають серйознішими і очищаються від мату. Проте у представників музичної індустрії і публіки «Сектор» продовжує асоціюватися з паскудними піснями.
Влітку 1994 року записується епохальна панк-опера «Кащей Бессмертный». Написана на зразок стародавніх дореволюційних російських казок і музику популярних західних гуртів: АС/DC, Ace of Base, Red Hot Chili Peppers й ін., вона відразу входить у десятку хітів-парадів країни. Цей несподіваний хід приніс свої плоди — музичні критики сповнюються повагою до «Сектора газа» і називають його «молодою талановитою групою із глибинки».
У 1995 році група набуває і міжнародної популярності — гурт з успіхом виступає на фестивалі «Rock Summer» в Таллінні.
Після виходу «казки» про групу нічого не було чутно. Але от зненацька для всіх на початку літа 1996 року вирвався на екрани ЦТ кліп «Туман» розкриваючий хронологію війн Росії, починаючи з революції й закінчуючи війною в Чечні, для всіх було сюрпризом що в піснях групи вперше зазвучала тема Батьківщини. Альбом під кодовою назвою «Газовая атака» ознаменував новий етап у творчості колективу: серйозна музика й філософська спрямованість текстів пісень як би підбивала підсумок пройденого творчого шляху. Хлопці із гурту подорослішали, перестали лаятися матом на концертах.
|  | за винятком може бути декількох слів і те не вважається по тексту пісень іде… Я ж співаю матом не заради мата, а не кривлячи душею видаю все, що проситься… говорить сам Юрій Клинських. |

|  | …Ми посідаємо перші місця по продажах. Але я не знаю цифр, тому що в основному це піратські касети. І ми одержуємо гроші лише з тих ліцензійних касет, які виходять у Москві. От за рахунок цього мізера ми й існуємо… - говорить про це соліст гурту. - Дев'яносто дев'ять відсотків наших касет, які можна купити по всій країні — ліві. Я іноді в мріях представляю, скільки б я авторського гонорару одержав, якби всі вони вийшли офіційно. |

Цікавим є той факт, що якби Юрій Клинських досяг би подібного успіху працюючи в США, він був би мільйонером, приніс би величезний прибуток собі й своїй звукозаписуючій компанії. А проживаючи й працюючи в Росії, він одержував копійки в порівнянні із західними «зірками», роз'їжджаючи на скромному авто, коли цілком міг би качатися на «Роллсройсі». Не всяка «зірка» і на Заході може бути на гребені популярності протягом більш ніж десяти років. І зараз тінейджери по всій Росії пишуть на заборах і стінах, те що писали десять років тому їхні старші брати: СЕКТОР ГАЗА, ЮРА ХОЙ і т. д.
В 1997 році здійснений новий суперпроект — компакт-диск під зухвалою назвою «Наркологический университет миллионов», — проблема наркоманії стояла в той час украй гостро, тому поп— і рок-музиканти, сповнившись почуттям власної важливості й значимості для долі людства, влаштовують з цього приводу грандіозні концерти. Правда, користі від цих шоу не було ніякої, зате всім учасникам безкоштовна реклама по ТВ. «Сектор газа» зробив простіше й ефективніше — він присвятив боротьбі з наркоманією свій альбом.
|  | Усе впирається в тему. Співати про любов — це банально. Так роблять всі популярні групи — слова переставляють і штампують пісні ні про що. Я знаходжу спочатку тему. Нагромадилося багато пісень про наркологічні справи — видав альбом… — міркує Юрій Клинських про сучасну російську естраду. Причому сам Юрій не вживає наркотики - …я перепробував практично всі наркотики, але ні до чого не звик і не збираюся звикати. Спробував — і вистачить. |

Серпнева криза 1998 р. серйозно вдарила по колективу. Хой скорочує склад групи до гітариста та клавішника, а записаний влітку 1998 р. реміксовий альбом «Extasy» був випущений тільки через рік.
Уже два роки Юрій Клинських знімає відеоверсію «казки», але через відсутність грошей знято поки тільки 30 % матеріалу. Також перший альбом гурту був повністю переписаний і заново переспіваний в 1997 році, але на касетах через недбалість Gala records продається альбом запису 1993 року.
Останній 13-й альбом «Восставший из Ада» був записаний в 2000 році і вийшов вже після смерті Юрія Клинських.
|  | …Я увесь час прагнув до важкого звуку, просто технологія не дозволяла реалізувати мої задуми і я не в'їжджав, що і як потрібно зводити, і оператор не в'їжджав. Все-таки на попсі були виховані. І якість подальших альбомів залежалася від того, наскільки вдало я в'їжджав у технологію записування музики, і чим більше я набирався досвіду, тим краще виходили альбоми. І зараз можу сказати, що весь цей "спектральний аналіз" я вивчив і тепер знаю, як треба робити важку музику. Для цього я переслухав море альбомів, у мене однієї важкої музики вісімсот дисків (а всього — тисяча двісті)! І останній альбом — це тяжкість, кльовий! Спеціально застосовували суперметалеві примочки, накладали гітари, усі робили «по фірмі», у всякому разі, по відомості альбом вийшов близьким до «фірми». На даний момент такого звуку я в колишньому Союзі ще не чув, по вазі. Я хотів цього домогтися й домігся… Тому що завжди думав наперед. Юрій "Хой" Клинських |

25 червня 2000 року Юрій Клинських востаннє виходить на сцену. Це відбувається в Москві, на малій спортивній арені в Лужниках, в рамках концерту «Звукова доріжка» на Святі газети «Московський комсомолець». Хой виходить один, так само як і на самому початку кар'єри, починає співати «Демобилизация», після першого куплета фонограма несподівано обривається, після другої спроби відбувається те саме, Юрій так і не зміг закінчити виступ. Це по суті було прощання зі сценою, через десять днів, 4 липня 2000 року Юрій «Хой» Клинських помер внаслідок серцевого нападу спричиненого попереднім вживанням наркотиків.

### Після розпаду гурту
У квітні 2001 р. «Сектор газа» висувається в номінації премії російської індустрії звукозапису «Рекорд'-2001» як виконавець року. Міжнародна федерація виробників фонограм (International Federation of the Phonographic Industry, IFPI) повідомляє, що на звання «виконавець року» претендують Земфира, Алсу, «Би-2» і Воронезька «панк-жлоб-рок-група» «Сектор газа».
У 2004 році виходить фільм Ханни Полак — «Дети Ленинградского», в якому звучить пісня «Сектора газа» — «Гуляй, мужик!».
19 жовтня 2000 року Gala records оголосила про реліз нового альбому «Восставший из Ада». Але й отут не обійшлося без казусів: ГАЛА випустила два види дисків повний (GL 10155) і спрощений з 11 піснями (GL 10220), дилери з регіонів відмовилися закуповувати альбом з 13 піснями через дорожнечу. І по регіонах розповсюджувались не тільки піратські диски, але й касети з 11 піснями, причому з фірмовими обкладинками на які зазначені всі 13 пісень. Серед пісень були відсутні «Сожженная ведьма» і «Мертвый в доме».

## Склад
- Юрій Клінскіх (Хой) — вокал, автор музики і текстів, аранжування, секвенсер, акустична гітара (1987—2000)
- Ігор Кущев (Кущ) — гітара (1989—1991)
- Володимир Лобанов — гітара (1991—1993)
- Ігор Жирнов (Єгор) — гітара (1991—2000)
- Вадим Глухов — гітара (1993—2000)
- Василь Черних — гітара (1995—1998)
- Семен Тітієвскій — бас-гітара (1988—1991)
- Сергій Тупікін — гітара, бас-гітара (1989—1993)[3]
- Віталій Сучков (Пітон) — бас-гітара (1993)
- Ельбрус Черкєзов (Містер Брюс) — бас-гітара (1996)
- Валерій Подзоров — бас-гітара (1997—1998)
- Василь Дронов — бас-гітара (2000)
- Олексій Ушаков — клавішні, секвенсер (1989—1995)
- Ігор Анікєєв (Кот) — клавішні, секвенсер (1995—2000)
- Олег Крючков (Крюк) — ударні (1988—1990)
- Олександр Якушев — ударні (1989—1998)
- Андрій Дєльцов (dELIS) — звукорежисер (1989—2000)
- Тетяна Фатєєва — вокал — (1990—1993)
- Ірина Пухоніна — вокал — (1994, 1996)
- Вероніка Некифорова — вокал — (1998)
- Піроджан Амір — вокал — (1999)

## Дискографія

### Альбоми
| Альбоми                                 | Музиканти, які брали учать в записі | Рік випуску | Перевидання | Студія                     |
| --------------------------------------- | --- | ----------- | ----------- | -------------------------- |
| «Плуги-вуги»                            | Версія 1989 року, «Плуги-Вуги» (офіційно не видавались) : Юрий Клинских — автор пісень, вокал, гітара Сергей Тупикин — соло-гітара Игорь Кущев — соло-гітара Семён Титиевский — бас-гітара Олег Крючков — крики, барабани Александр Якушев — барабани Алексей Ушаков — клавішні Версія 1993 року: Юрий Клинских — автор пісень, вокал, гітара, секвенсер Игорь Жирнов — лідер-гітара Сергей Тупикин — бас-гітара Александр Якушев — ударні Версия 1997 року: * Юрий Клинских — вокал, гітара, секвенсер Игорь Жирнов — лідер-гітара | 1989        | 1993, 1997  | «Black Box» «Gala Records» |
| «Колхозный панк»                        | Версія 1989 року (офіційно не видавались) : Юрий Клинских — автор пісень, вокал, гітара Игорь Кущев — лідер-гітара Сергей Тупикин — соло-гітара Семён Титиевский — бас-гітара Олег Крючков — барабани Александр Якушев — барабани Алексей Ушаков — клавішні Версія 1991 року: Юрий Клинских — вокал, гітара, клавішні Игорь Жирнов — лідер-гітара Сергей Тупикин — бас-гітара Алексей Ушаков — клавішні | 1989        | 1991, 1997  | «Black Box» «Gala Records» |
| «Зловещие мертвецы»                     | Юрий Клинских — автор пісень, вокал Игорь Кущев — лідер-гітара, аранжування Семён Титиевский — бас-гітара Сергей Тупикин — бас-гітара Алексей Ушаков — клавішні Татьяна Фатеева — бек-вокал | 1990        | 1997        | «Black Box» «Gala Records» |
| «Ядрёна вошь»                           | Юрий Клинских — автор пісень, вокал Игорь Кущев — лідер-гітара, аранжування Семён Титиевский — бас-гітара Сергей Тупикин;- бас-гітара Алексей Ушаков — клавішні Татьяна Фатеева — бек-вокал | 1990        | 1997        | «Black Box» «Gala Records» |
| «Ночь перед Рождеством»                 | Юрий Клинских — автор пісень, вокал, гітара Игорь Кущев — лідер-гітара Андрей Дельцов — клавішні, звукооператор | 1991        | 1997        | «Мир» «Gala Records»       |
| «Гуляй, мужик!»                         | Юрий Клинских — автор пісень, вокал, гітара, секвенсер Татьяна Фатеева — бек-вокал Игорь Жирнов — лідер-гітара Алексей Ушаков — клавішні | 1992        | 1997        | «Black Box» «Gala Records» |
| «Нажми на газ»                          | Юрий Клинских — автор пісень, вокал, гітара, секвенсер Игорь Жирнов — лідер-гітара Сергей Тупикин — бас-гітара Алексей Ушаков — клавішні | 1993        | 1997        | «Black Box» «Gala Records» |
| «Танцы после порева»                    | Юрий Клинских — автор пісень, вокал, гітара, секвенсер Ирина Пухонина — бек-вокал Игорь Жирнов — лідер-гітара | 1994        | 1997        | «Black Box» «Gala Records» |
| «Кащей Бессмертный»                     | Юрий Клинских — автор пісень, вокал, гітара, секвенсер, аранжування Алексей Ушаков — голос, клавішні Ирина Пухонина — вокал Игорь Жирнов — лідер-гітара | 1994        | 1997        | «Black Box» «Gala Records» |
| «Газовая атака»                         | Юрий Клинских — автор пісень, вокал, гітара, секвенсер, аранжування; Ирина Пухонина — бек-вокал Игорь Жирнов — лідер-гітара Вадим Глухов — лідер-гітара | 1996        | 1997        | «Black Box» «Gala Records» |
| «Наркологический университет миллионов» | Юрий Клинских — автор пісень, лідер-вокал, бек-вокал, акустична гітара, секвенсер, аранжування Игорь Жирнов — лідер-гітара Эльбрус Черкезов — бас-гітара Игорь Аникеев — клавішні сесійний барабанщик «Gala Records» — барабани | 1997        |             | «Gala-Records»             |
| «Восставший из Ада»                     | Юрий Клинских — автор пісень, лідер-вокал, бек-вокал, ритм-гітара, секвенсер, аранжування, програмування, запис Игорь Жирнов — лідер-гітара Василий Дронов — бас-гітара Игорь Аникеев — клавішні | 2000        |             | «Gala-Records»             |

- Крім «живих» інструментів в деяких піснях запис ритм-секції (бас-гітара +  ударні) здійснювалася з використанням музичної робочої станції (синтезатор а з вбудованим секвенсором і драм-машини).

### Компіляції
- Избранное (1996)
- Избранное 2 (1997)
- Баллады (1998)
- Extasy (1999)
- Extasy 2 (1999)
- Избранное 3 (2002)
- Баллады 2 (2003)
- Вой на Луну (2015)

## Виноски
1. ↑  Інтерв'ю з Юрієм Клинских - 17.07.1996г. Тула. Архів оригіналу за 4 січня 2021. Процитовано 14 лютого 2021.
2. ↑  Архівована копія. Архів оригіналу за 26 березня 2012. Процитовано 2 липня 2011.{{cite web}}:  Обслуговування CS1: Сторінки з текстом «archived copy» як значення параметру title (посилання)
3. ↑  Умер бывший гитарист группы «Сектор Газа» Сергей Тупикин [Архівовано 29 квітня 2018 у Wayback Machine.] (kp.ua)